# Eucalyptus buprestium
Eucalyptus buprestium är en myrtenväxtart som beskrevs av Ferdinand von Mueller. Eucalyptus buprestium ingår i släktet Eucalyptus och familjen myrtenväxter. Inga underarter finns listade i Catalogue of Life.